# 王嘉言 (嘉靖乙丑進士)
王嘉言（1533年—1602年），字孔彰，號慎齋，直隸河間府景州東光縣人，民籍，明朝政治人物。

## 生平
年十六補博士弟子，嘉靖三十七年（1558年）戊午科順天鄉試第九十三名舉人，四十四年（1565年）中式乙丑科會試第一百三十九名，二甲第十五名進士。通政司觀政，改庶吉士，隆慶元年（1567年）三月授浙江道御史，巡視乾清宫工程，九月升通政司右參議，乞告，改尚寶司卿，因忤首辅高拱，三年（1569年）三月降泰州知州，五年（1571年）五月升夔州府同知，曾暂摄泸州事，萬曆二年（1574年）正月升南京戶部湖廣司郎中，未任，三月調南京禮部儀制司郎中，因忤尚書潘晟，六年（1578年）二月降濮州知州，上疏乞終養歸。後屢薦不起，優游林泉二十餘年，年七十卒，祀鄉賢。著有《書經四書講義》、《太史集》。

## 家族
曾祖王紳；祖父王信；父王畿，贈奉政大夫尚寶司卿；母梁氏，累封太宜人。兄王嘉賓，弟王嘉禾。